# Bôle
Bôle was een gemeente en is een plaats in het Zwitserse kanton Neuchâtel en maakt deel uit van het district Boudry.
Bôle telt 1812 inwoners. In 2013 is de gemeente gefuseerd met de gemeenten Auvernier en Colombier tot de nieuwe gemeente Milvignes.